# Hiroshima Witness
Hiroshima Witness, também lançado como Voice of Hibakusha, é um documentário mostrando 100 entrevistas de pessoas que sobreviveram aos Bombardeios de Hiroshima e Nagasaki, também conhecidos como hibakusha. Hiroshima Witness foi produzido em 1986 pelo Hiroshima Peace Cultural Center e NHK, a empresa pública de radiodifusão do Japão.